# Josef Kempný
Josef Kempný (* 19. Juli 1920 in Lazy, Tschechoslowakei; † 25. November 1996 in Prag) war ein tschechoslowakischer Politiker der Kommunistischen Partei KSČ (Komunistická strana Československa), der unter anderem zwischen 1964 und 1968 Bürgermeister von Ostrava, von 1968 bis 1969 Sekretär des Zentralkomitees (ZK) der KSČ, zwischen 1969 und 1970 Ministerpräsident der Tschechischen Sozialistischen Republik sowie stellvertretender Ministerpräsident der Tschechoslowakei, von 1970 bis 1981 erneut Sekretär des ZK der KSČ sowie zwischen 1981 und 1989 Vorsitzender des Tschechischen Nationalrates war.

## Leben

### Ingenieur, Bürgermeister von Ostrava und ZK-Sekretär
Josef Kempný, der aus einer Bergarbeiterfamilie stammte, begann nach dem Besuch der Gymnasien in Orlová sowie Přívoz ein Studium der Ingenieurwissenschaften an der Technischen Hochschule Brünn, das er jedoch wegen der Schließung der Hochschule im Zweiten Weltkrieg abbrechen musste. In der Folgezeit arbeitete er als Bauarbeiter und Techniker in Ostrava und trat am 1. Juni 1945 der Kommunistischen Partei KSČ (Komunistická strana Československa) als Mitglied bei. Er war von 1948 bis 1951 Direktor des Baumaßnahmen in der Ostrauer Region, anschließend Direktor der Baumaßnahmen für die Mittelslowakei in Zvolen sowie danach von 1952 bis 1954 Direktor von Priemstav in Snina. Im März 1954 kehrte er nach Ostrava zurück, wo er Direktor der Baugenossenschaft Bytostav wurde. Daneben absolvierte ein Fernstudium der Ingenieurwissenschaften an der Technischen Hochschule Brünn, das er 1963 als Diplom-Ingenieur mit einer Arbeit mit dem Titel Das mathematische Leitungssystem abschloss. Daneben arbeitete er für die Staatsseicherheitsbehörde StB (Státní bezpečnost) sowie als stellvertretender Leiter einer Abteilung des KSČ-Ausschusses von Nordmähren.
Am 1. Juli 1964 löste Kempný Jan Buchvaldek als Vorsitzender des Städtischen Nationalkomitees von Ostrava und war als solcher bis zu seiner Ablösung durch Zdeněk Kupka 1968 Bürgermeister der Stadt. Während seiner vierjährigen Amtszeit förderte er den Wohnungsbau, den Ausbau der Ortsteile Poruba und Zábřeh nad Odrou zu Plattenbausiedlungen sowie den Bergbau in der Ostrauer Region. Nach Beendigung des Prager Frühlings wurde er am 17. November 1968 Mitglied des Zentralkomitees (ZK) der Kommunistischen Partei und gehörte diesem Gremium bis zum 20. Dezember 1989 an. Zugleich wurde er am 17. November 1968 auch erstmals Sekretär des Zentralkomitees der Kommunistischen Partei und Mitglied des Sekretariats des ZK. Er wurde in diesen Funktionen auf dem Plenum des ZK am 17. April 1969 bestätigt und bekleidete die Ämter bis zum 29. September 1969. Am 1. Januar 1969 wurde er auch Mitglied der neu geschaffenen Föderationsversammlung (Federální shromáždění) und gehörte der Kammer des Volkes (Sněmovna národů) bis zum 30. Januar 1990 an. Zugleich wurde er am 1. Januar 1969 erstmals zum Mitglied des Tschechischen Nationalrates (Česká národní rada) gewählt und gehörte dem Parlament der Tschechischen Sozialistischen Republik, der größeren Teilrepublik der Tschechoslowakei, bis zum 21. Oktober 1976 an.

### Ministerpräsident Tschechiens und Präsident des Tschechischen Nationalrates
Am 29. September 1969 wurde Josef Kempný Nachfolger von Stanislav Rázl als Ministerpräsident der Tschechischen Sozialistischen Republik (Regierung Kempný/Korčák) und bekleidete dieses Amt bis zum 28. Januar 1970, woraufhin Josef Korčák seine Nachfolge antrat. Zugleich fungierte er zwischen dem 29. September 1969 und dem 28. Januar 1970 auch als stellvertretender Ministerpräsident der Tschechoslowakei in der Regierung Oldřich Černík III. Zugleich wurde er am 29. September 1969 auch Mitglied des Präsidiums des ZK der KSČ und gehörte diesem Politbüro als oberstem Führungsgremium der Partei bis zum 15. Dezember 1988 an. Daraufhin wurde er am 28. Januar 1970 erneut Sekretär sowie Mitglied des Sekretariats des ZK und behielt diese beiden Funktionen bis zum 11. Juni 1981. Als solcher war er von 1970 bis 1971 Vorsitzender der ZK-Präsidiumskommission für die Parteiarbeit in Tschechien. Im Juli 1972 wurde er ferner Mitglied des Präsidiums der Nationalen Front (Národní fronta Čechů a Slováků), die als Dachorganisation die Parteipolitik in Parteien und Massenorganisationen vermittelte, Kandidaten für nationale und kommunale Wahlen aufstellte sowie die Durchführung der Wahlen überwachte.
Am 7. Juni 1981 wurde Kempný abermals Mitglied des Tschechischen Nationalrates und gehörte diesem nunmehr bis zum 8. Januar 1990 an. Zugleich wurde er im Juni 1981 als Nachfolger von Evžen Erban und bekleidete das Amt des Parlamentspräsidenten der Teilrepublik bis zu seiner Ablösung durch Jaroslav Šafařík am 17. November 1989. In dieser Funktion war er zugleich auch Mitglied des Präsidiums der Föderationsversammlung. Er wurde mehrfach ausgezeichnet und erhielt unter anderem Klement-Gottwald-Orden (Řád Klementa Gottwalda), den Orden des siegreichen Februar (Řád Vítězného února) sowie den Orden der Republik (Řád republiky).
1990 wurde er aus der Kommunistischen Partei KSČ ausgeschlossen.